# Liste der Monuments historiques in Socx
Die Liste der Monuments historiques in Socx führt die Monuments historiques in der französischen Gemeinde Socx auf.

## Liste der Bauwerke
| Bezeichnung                     | Beschreibung                       | Standort                      | Kennzeichnung | Schutzstatus | Datum     | Bild           |
| ------------------------------- | ---------------------------------- | ----------------------------- | ------------- | ------------ | --------- | -------------- |
| Schloss                         | Erbaut Anfang des 19. Jahrhunderts | 1. route de Saint-Omer (Lage) | PA00107817    | Inscrit      | 1976 2006 |                |
| Glockenturm der Kirche St-Léger |                                    | (Lage)                        | PA00107818    | Inscrit      | 1944      | weitere Bilder |
| Bauernhof                       | Erbaut im 18. Jahrhundert          | (Lage)                        | PA00107819    | Inscrit      | 1982      |                |

## Liste der Objekte
- Monuments historiques (Objekte) in Socx in der Base Palissy des französischen Kultusministeriums